# ریو سئونگ-مین

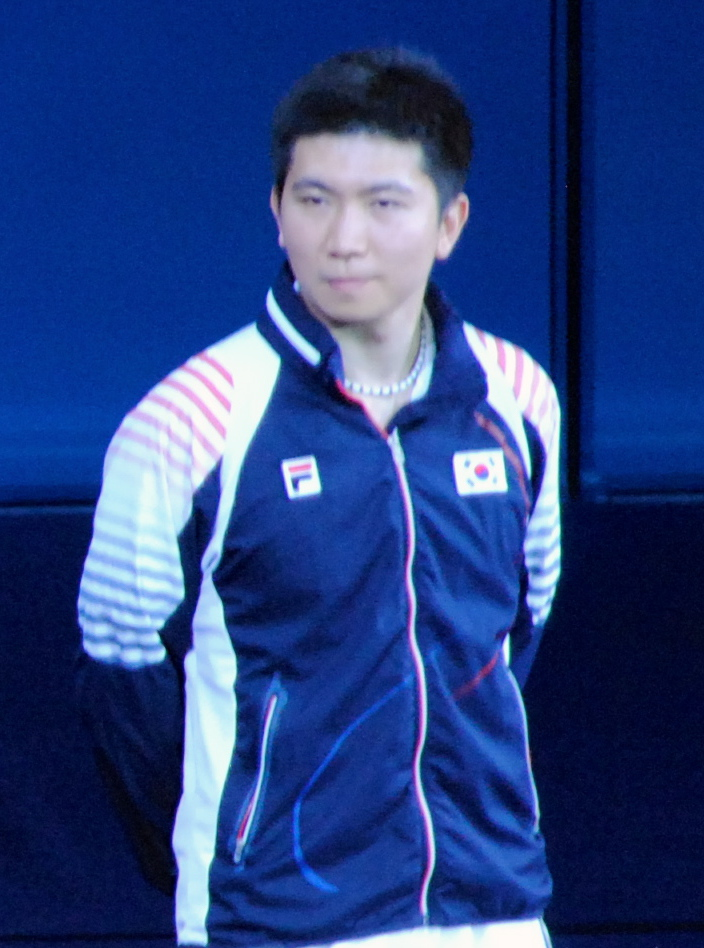
ریو سئونگ-مین در سال ۲۰۱۲

ریو سئونگ-مین (انگلیسی: Ryu Seung-min؛ زادهٔ ۵ اوت ۱۹۸۲) یک بازیکن پینگ‌پنگ اهل کره جنوبی است.